# پترو پطروسیان
پترو پطروسیان (پرتغالی: Pedro Pedrossian؛ ۱۳ اوت ۱۹۲۸ – ۲۲ اوت ۲۰۱۷) سیاستمدار و مهندس عمران ارمنی‌تبار اهل برزیل بود.
پطروسیان از ۱۹۶۶ تا ۱۹۷۱ فرماندار ماتو گروسو و از ۱۹۸۰ تا ۱۹۸۳ و بار دیگر از ۱۹۹۱ تا ۱۹۹۴ فرمادار ماتوگروسو جنوبی بود. 
وی عضو حزب بسیج ملی بود. پطروسیان در روز ۲۲ اوت ۲۰۱۷ در سن ۸۹ سالگی در کامپوگرانده درگذشت.